# 哈勃空间望远镜
哈勃太空望遠鏡（Hubble Space Telescope）是以美國天文學家愛德溫·哈伯命名的地球軌道太空望遠鏡，由美國太空總署與歐洲太空總署共同合作營運。該望遠鏡於1990年4月由發現號太空梭執行STS-31任務搭載升空，雖然並非人類首座太空望遠鏡，但憑藉其2.4米主鏡與跨越紫外線、可見光至近紅外線的多波段觀測能力，成為當代最具科學影響力的太空天文台之一。
哈勃望遠鏡的運作由戈達德太空飛行中心負責飛行控制，而太空望遠鏡科學研究所則主導觀測目標選定與數據處理。其位於地球大氣層外約540公里的低地球軌道，此優勢使其能避開大氣湍流與光散射干擾，提供較地面望遠鏡銳利10倍的影像解析度。這種突破性的觀測能力，使哈勃在測定宇宙膨脹率、系外行星大氣分析等領域取得革命性成果，其中對哈勃常數的精密測量更深化了人類對宇宙年齡的理解。
該計劃始於1970年代，原定1983年發射，但因技術障礙、預算超支及1986年挑战者号航天飞机灾难而延宕。升空後更發現主鏡存在球面像差，直至1993年STS-61維修任務才透過光學修正系統解決此缺陷。作為首座設計可供太空人維修的望遠鏡，哈勃共接受過5次太空梭服務任務，最近一次STS-125任務曾因2003年哥伦比亚号航天飞机灾难而一度取消，最終在2009年完成關鍵性升級。
哈勃是美國太空總署大型轨道天文台计划中專責可見光與紫外線觀測的設施，與康普頓γ射線天文台、錢德拉X射線天文台及史匹哲太空望遠鏡構成完整的多波段觀測網絡。其科學貢獻促成詹姆斯·韋伯太空望遠鏡（2021年發射）與預計2027年升空的羅曼太空望遠鏡等後繼任務。原設計壽命15年的哈勃望遠鏡，在2020年慶祝服役30週年後，預計仍可運作至2030至2040年間，持續拓展人類的宇宙視野。

## 概念、設計和目標

### 規劃設計和準備工作
哈伯太空望遠鏡的歷史可以追溯至1946年天文學家萊曼·史匹哲（Lyman Spitzer, Jr.）所提出的論文：《在地球之外的天文觀測優勢》。在文中，他指出在太空中的天文台有兩項優於地面天文台的性能。首先，角分辨率（物體能被清楚分辨的最小分離角度）的極限將只受限於繞射，而不是由造成星光閃爍、動盪不安的大氣所造成的低视宁度。當時以地面為基地的望遠鏡解析力只有0.5-1.0弧秒，相較之下，只要口徑2.5公尺的望遠鏡就能達到理論上繞射的極限值0.1弧秒。其次，在太空中的望遠鏡可以觀測被大氣層吸收殆盡的紅外線和紫外線。
史匹哲以太空望遠鏡為事業，致力於太空望遠鏡的推展。在1962年，美國國家科學院在一份報告中推薦望遠鏡做為發展太空計畫的一部分，在1965年，史匹哲被任命為一個科學委員會的主任委員，該委員會的目的就是建造一架太空望遠鏡。
在第二次世界大战時，科學家利用發展火箭技術的同時，曾經小規模的嘗試過以太空為基地的天文學。在1946年，首度觀察到了太阳紫外線光譜。英国在1962年發射了太陽望遠鏡放置在軌道上，做為亞利安太空計畫的一部分。1966年NASA進行了第一個軌道天文台（OAO）任務，但第一個OAO的電池在三天後就失效，中止了這項任務了。第二個OAO在1968至1972年對恆星和星系進行了紫外線的觀測，比原先的計劃多工作了一年的時間。
軌道天文台任務展示了以太空為基地的天文台在天文學上扮演的重要角色，因此在1968年NASA確定了在太空中建造直徑3公尺反射望遠鏡的計畫，當時暫時的名稱是大型軌道望遠鏡或大型太空望遠鏡（LST），預計在1979年發射。這個計畫強調須要有人進入太空進行維護，才能確保這個所費不貲的計劃能夠延續夠長的工作時間；並且同步發展可以重複使用的太空梭技術，才能使前項計畫成為可行的計畫。

### 資金需求
軌道天文台計畫的成功，鼓舞了越來越強的公眾輿論支持大型太空望遠鏡應該是天文學領域內重要的目標。在1970年NASA設立了兩個委員會，一個規劃太空望遠鏡的工程，另一個研究太空望遠鏡任務的科學目標。在這之後，NASA下一個需要排除的障礙就是資金的問題，因為這比任何一個地面上的天文台所耗費的資金都要龐大許多倍。美國的國會對太空望遠鏡的預算需求提出了許多的質疑，為了與裁軍所需要的預算對抗，當時就詳細的列出了望遠鏡的硬體需求以及後續發展所需要的儀器。在1974年，在裁減政府開支的鼓動下，傑拉爾德·福特剔除了所有進行太空望遠鏡的預算。
為回應此，天文學家協調了全國性的遊說努力。許多天文學家親自前往拜會眾議員和參議員，並且進行了大規模的信件和文字宣傳。國家科學院出版的報告也強調太空望遠鏡的重要性，最後參議院決議恢復原先被國會刪除的一半預算。
資金的縮減導致目標項目的減少，鏡片的口徑也由3公尺縮為2.4公尺，以降低成本和更有效與緊密的配置望遠鏡的硬體。原先計畫做為先期測試，放置在衛星上的1.5公尺太空望遠鏡也被取消了，對預算表示關切的歐洲太空總署也成為共同合作的夥伴。歐洲太空總署同意提供經費和一些望遠鏡上需要的儀器，像是做為動力來源的太陽能電池，回饋的是歐洲的天文學家可以使用不少於15%的望遠鏡觀測時間。在1978年，美國國會撥付了36,000,000元美金，讓大型太空望遠鏡開始設計，並計畫在1983年發射升空。在1980年初，望遠鏡被命為哈伯，以紀念在20世紀初期發現宇宙膨脹的天文學家艾德溫·哈伯。

### 設計與製造

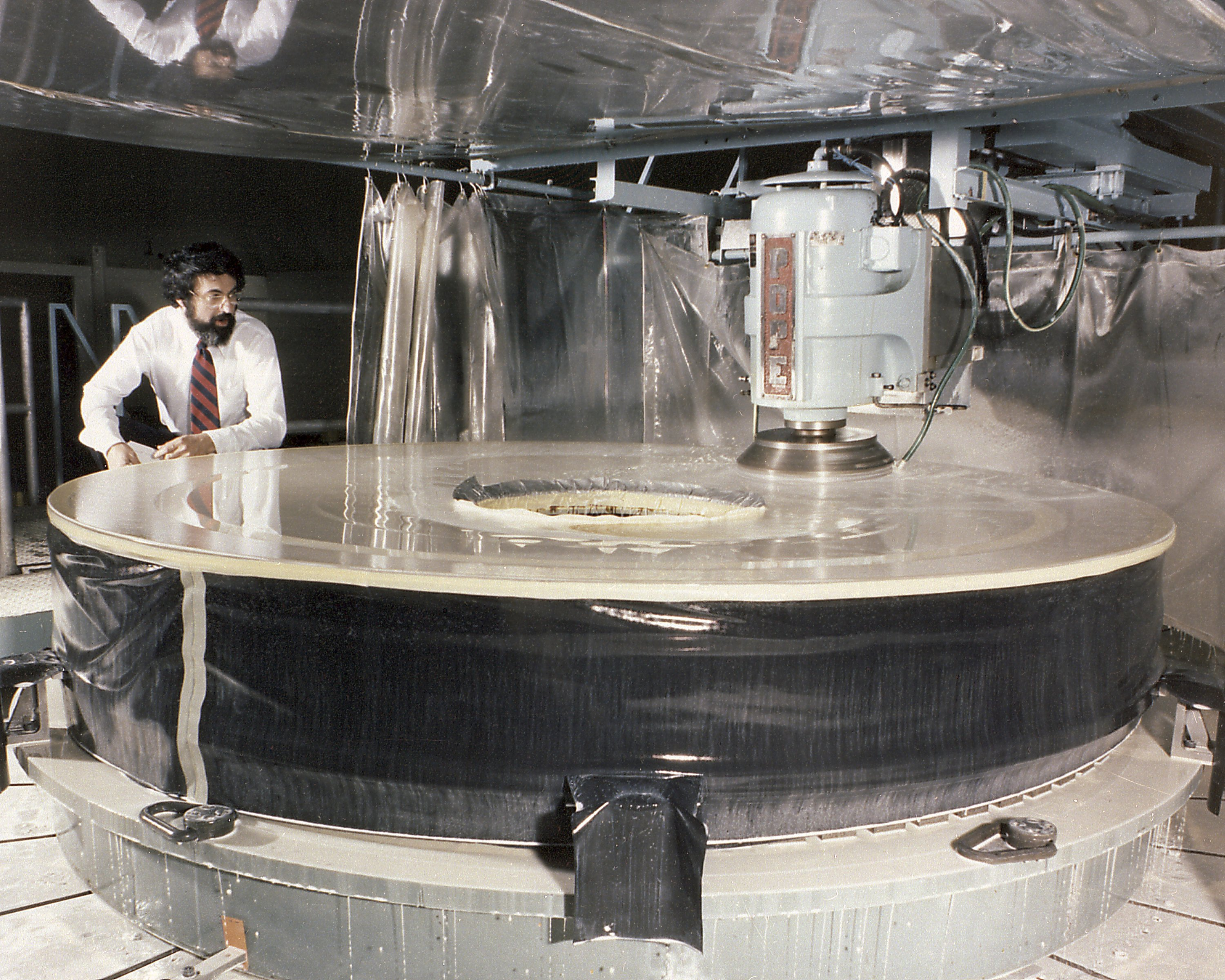
1979年5月，在康涅狄格州丹柏立的珀金埃爾默公司拋光中的哈伯主鏡。出現在圖中的是服務於該公司的工程師馬丁椰林博士。

太空望遠鏡的計畫一經批准，計畫就被分割成許多子計畫分送各機關執行。
馬歇爾太空飛行中心（MSFC）負責設計、發展和建造望遠鏡，戈達德太空飛行中心（GSFC）負責科學儀器的整體控制和地面的任務控制中心。馬歇爾太空飛行中心委託珀金埃爾默（Perkin-Elmer）設計和製造太空望遠鏡的光學組件，還有精密定位感測器（FGS），洛克希德被委託建造安裝望遠鏡的太空船。

### 光學望遠鏡的組合安裝（OTA）
望遠鏡的鏡子和光學系統是最關鍵的部分，因此在設計上有很嚴格的規範。一般的望遠鏡，鏡子在拋光之後的準確性大約是可見光波長的十分之一，但是因為太空望遠鏡觀測的範圍是從紫外線到近紅外線，所以需要比以前的望遠鏡更高十倍的解析力，它的鏡子在拋光後的準確性達到可見光波長的廿分之一，也就是大約30 奈米。
珀金埃爾默刻意使用極端複雜的電腦控制拋光機研磨鏡子，但卻在最尖端的技術上出了問題；柯達被委託使用傳統的超精密拋光技術，特别製做一個備用的鏡子（柯達的這面鏡子現在永久保存在史密松寧學會）。1979年，珀金埃爾默開始磨製鏡片，使用的是超低膨脹玻璃，為了將鏡子的重量降至最低，採用蜂窩格子，只有表面和底面各一吋是厚實的玻璃。
鏡子的拋光從1979年開始持續到1981年5月，拋光的進度已經落後並且超過了預算，這時NASA的報告才開始對珀金埃爾默的管理結構質疑。為了節約經費，NASA停止支援鏡片的製作，並且將發射日期延後至1984年10月。鏡片在1981年底全部完成，並且鍍上了75 nm厚的鋁增強反射，和25 nm厚的鎂氟保護層。
因為在光學望遠鏡組合上的預算持續膨脹，進度也落後的情況下，對珀金埃爾默能否勝任後續工作的質疑繼續存在。為了回應被描述成"未定案和善變的日報表"，NASA將發射的日期再延至1985年的4月。但是，珀金埃爾默的進度持續的每季增加一個月的速率惡化中，時間上的延遲也達到每個工作天都在持續落後中。NASA被迫延後發射日期，先延至1986年3月，然後又延至1986年9月。這時整個計劃的總花費已經高達美金11億7500萬。

### 太空平臺系統

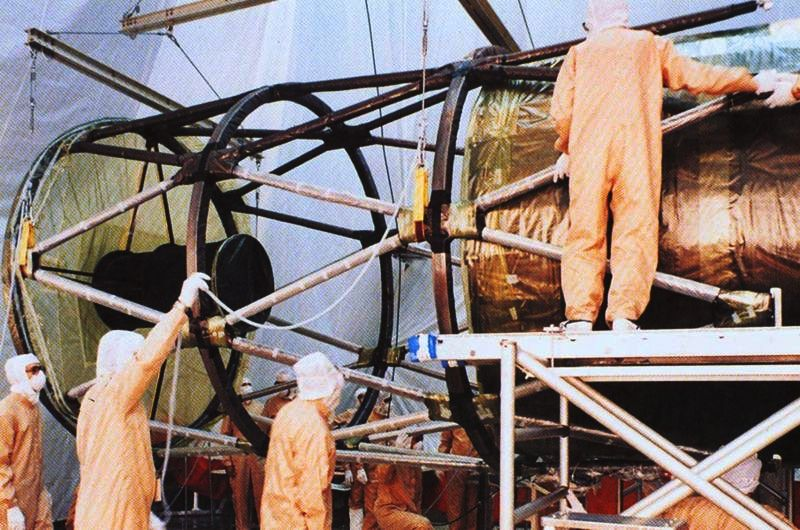
1980年，建造中的哈伯望遠鏡。

安置望遠鏡和儀器的太空船是主要工程上的另一個挑戰。它必須能勝任與抵擋在陽光與地球的陰影之間頻繁進出所造成的溫度變化，還要極端地穩定並能長時間的將望遠鏡精確地對準目標。以多層絕緣材料製成的遮蔽物能使望遠鏡內部的溫度保持穩定，並且以輕質的鋁殼包圍住望遠鏡和儀器的支架。在外殼之內，石墨環氧的框架將校準好的工作儀器牢固的固定住。
有一段時間用於安置儀器和望遠鏡的太空船在建造上比光學望遠鏡的組合來得順利，但洛克希德仍然經歷了預算不足和進度的落後，在1985年的夏天之前，太空船的進度落後了個月，而預算超出了30%。馬歇爾太空飛行中心的報告認為洛克希德在太空船的建造上沒有採取主動，而且過度依賴NASA的指導。

### 電腦系統與資料處理

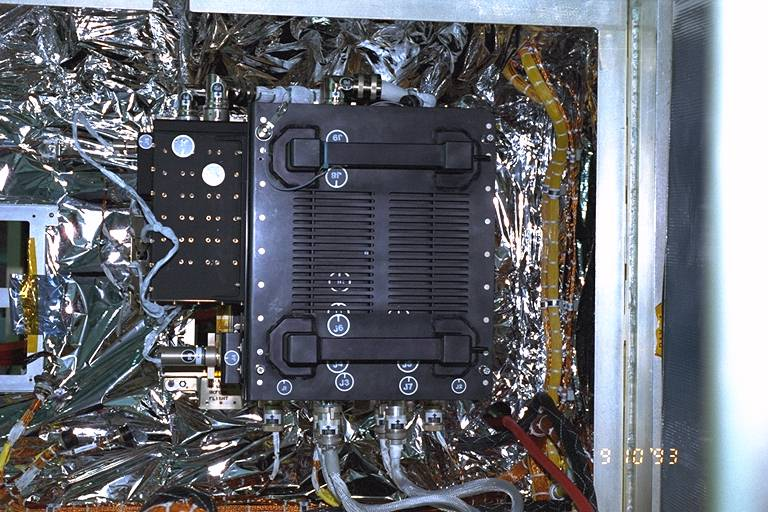
在1999年被取代前哈勃空间望远镜的DF-224電腦。

哈伯望遠鏡上最初的兩台主電腦是中央處理器時脈頻率1.25 MHz、由洛克威爾公司自動化部門開發的DF-224電腦系統，這款電腦帶有三個冗餘CPU跟兩個冗餘的、使用二極體—電晶體邏輯的、由西屋電氣及高達德太空飛行中心開發的NSSC-1（美國太空總署標準太空載具電腦第一型）系統。在1993年的維護任務1（SM1）中，這款電腦被加上了一個共同處理器，這共同處理氣包含了兩序列的冗餘，每個冗餘各有一個基於Intel 80386的中央處理器及80387數學運算伴處理器。在1999年的維護任務3A中，DF-224及其386共同處理器被以一個裝有Intel 80486中央處理器系統的電腦取代。比起原本的DF-224電腦，這新電腦的運算速度快上20倍、記憶體多上六倍；此外，藉由允許使用現代程式語言的作法，電腦的處理通量也可藉由將部分運算任務移至地面而增加，相關經費也得以節省。
除了主電腦外，部分的科學儀器及構件也有自己的微處理器控制系統。望遠鏡的多重進接詢答機（Multiple Access Transponder，MAT）MAT-1及MAT-2使用休斯飛機公司的CDP1802CD微處理器；另外廣域和行星照相機也使用RCA 1802微處理器（或較舊的1801版本）。廣域和行星照相機在1993年的維護任務1中為第二代廣域和行星照相機所取代，而這之後又於2009年的維護任務4中為第三代廣域照相機所取代。這些更新使得哈伯望遠鏡得以在光譜的三個不同且廣泛的譜域中看見更深遠的宇宙。

### 地面支持
在1983年，太空望遠鏡科學協會（STScI）在經歷NASA與科學界之間的權力爭奪後成立。太空望遠鏡科學協會隸屬於美國大學天文研究聯盟（AURA），這是由32個美國大學和7個國際會員組成的單位，總部坐落在馬里蘭州巴爾地摩的約翰·霍普金斯大學校園內。
太空望遠鏡科學協會負責太空望遠鏡的操作和將數據交付給天文學家。美國國家航空暨太空總署（NASA）想將之做為內部的組織，但是科學家依據科學界的做法將之規劃創立成研究單位，由NASA位在馬里蘭州綠堤，太空望遠鏡科學協會南方48公里的哥達德太空飛行中心和承包廠商提供工程上的支援。哈伯望遠鏡每天24小時不間斷的運作，由四個工作團隊輪流負責操作。
太空望遠鏡歐洲協調機構於1984年設立在德國鄰近慕尼黑的慕尼黑附近加興，為歐洲的天文學家提供相似的支援。

### 挑戰者號爆炸事故
早在1986年，就已經計劃在當年10月份發射哈伯太空望遠鏡。但是挑戰者號的事故使美國的太空計畫停滯不前，太空梭的暫停升空，迫使哈伯太空望遠鏡的發射延遲了數年。望遠鏡和所有的附件都必須分門別類的儲藏在無塵室內，直到能夠排出發射的日期，這也使得已經超支的總成本更為高漲。
最後，隨著太空梭在1988年再度開始升空，望遠鏡也預定在1990年發射。在發射前的最後準備，用氮氣噴射鏡面以除去可能累積的灰塵，並且對所有的系統進行廣泛的測試。終於，在1990年4月24日由發現號太空梭，於STS-31航次將望遠鏡成功的送入計畫中的軌道。
從它原始的總預算，大約4億美金，到現在的花費超過25億美金，哈伯的成本依然在不斷的累積與增高。美國政府估計的開銷將高達45至60億美金，歐洲所挹注的資金也高達6億歐元（1999年的估計）。

### 儀器
在發射時，哈伯太空望遠鏡攜帶的儀器如下：
- 廣域和行星照相機（WF/PC）
- 戈達德高解析攝譜儀（GHRS）
- 高速光度計（HSP）
- 暗天體照相機（FOC）
- 暗天體攝譜儀（FOS）

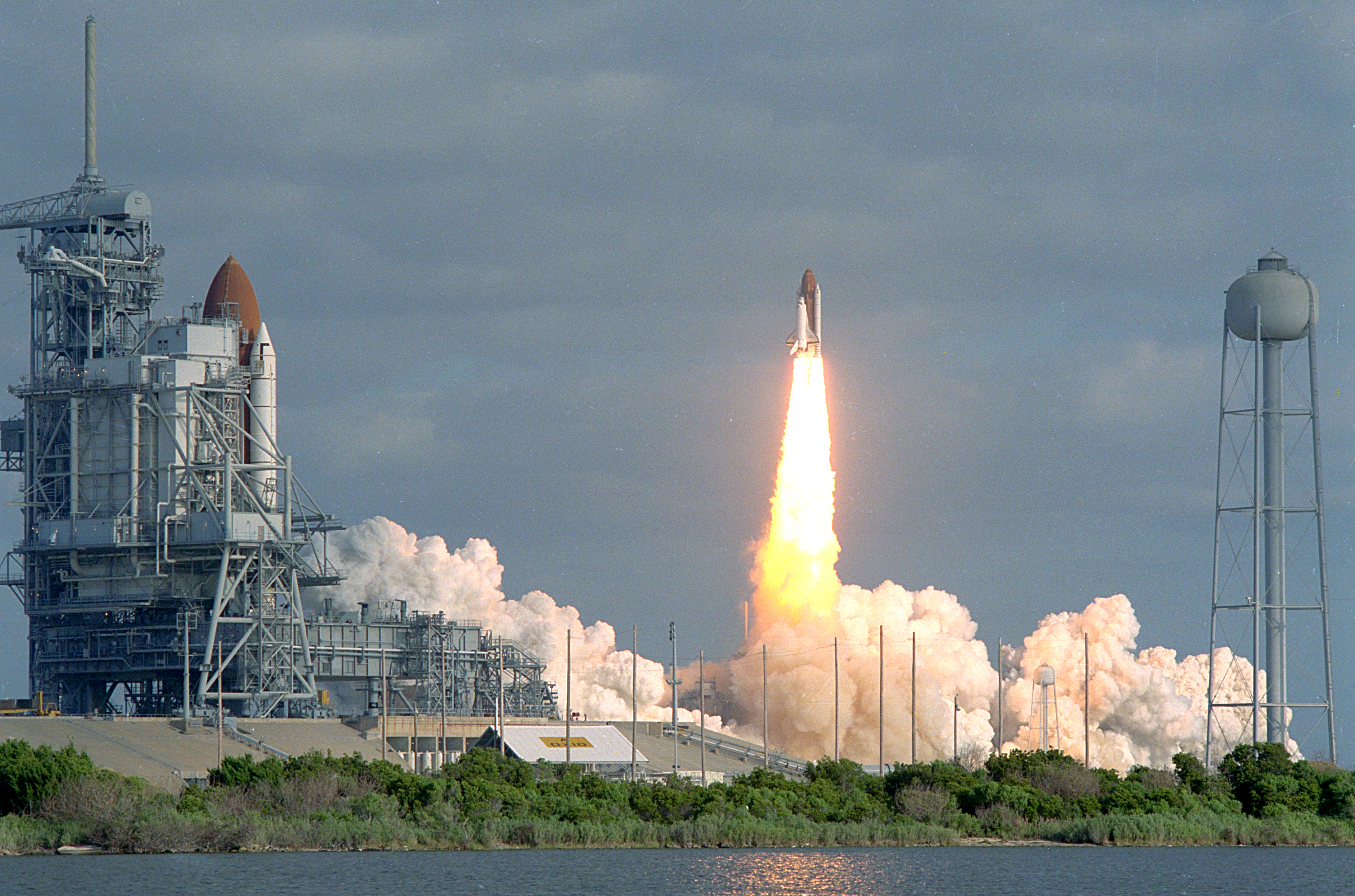
攜帶哈伯太空望遠鏡進入軌道的STS-31任務太空梭升空。

WF/PC原先計畫是光學觀測使用的高解析度照相機。由NASA的噴射推進實驗室製造，附有一套由48片光學濾鏡組成，可以篩選特殊的波段進行天體物理學的觀察。整套儀器使用8片CCD，做出了兩架照相機，每一架使用4片CCD。"廣域照相機"（WFC）因為視野較廣，在解像力上有所損失，而"行星照相機"（PC）以比WFC長的焦距成像，所以有較高的放大率。
GHRS是被設計在紫外線波段使用的攝譜儀，由哥達德太空中心製造，可以達到90,000的光譜分辨率，同時也為FOC和FOS選擇適宜觀測的目標。FOC和FOS都是哈伯太空望遠鏡上分辨率最高的儀器。這三個儀器都捨棄了CCD，使用數位光子計數器做為檢測裝置。FOC是由歐洲太空總署製造，FOS則由马丁·玛丽埃塔公司製造。
最後一件儀器是由威斯康辛麥迪遜大學設計製造的HSP，它用於在可見光和紫外光的波段上觀測變星，和其他被篩選出的天體在亮度上的變化。它的光度計每秒鐘可以偵測100,000次，精確度至少可以達到2%。
哈伯太空望遠鏡的導引系統也可以做為科學儀器，它的三個精細導星感測器（FGS）在觀測期間主要用於保持望遠鏡指向的準確性， 但也能用於進行非常準確的天體測量，測量的精確度達到0.0003弧秒。

## 問題和維修
從它於1946年的原始構想開始，直到發射為止，建造太空望遠鏡的計畫不斷的被延遲和受到預算問題的困擾。在它發射之後，立即發現主鏡有球面像差，嚴重的降低望遠鏡的觀測能力。幸好在1993年的維修任務之後，望遠鏡恢復了计划中的品質，並且成為天文學研究和推展公共關係最重要的工具。
哈伯的未來依靠後續的維修任務是否成功，維持穩定的幾個陀螺儀已經損壞，至2007年，連備用的也已經耗盡，而且另一架用於指向的望遠鏡功能也在衰減中。陀螺儀必須要以人工進行維修，在2007年1月30日，主要的先進巡天照相機（ACS）也停止工作，在執行人工維修之前，只有超紫外線的頻道能夠使用。另一方面，如果沒有再提昇來增加軌道高度，阻力會迫使望遠鏡在2010年重返大氣層。自從2003年哥倫比亞號太空梭不幸事件之後，由於國際太空站和哈伯不在相同的高度上，使得太空人在緊急狀況下缺乏安全的避難場所，因而NASA認為以載人太空任務去維修哈伯望遠鏡是不合情理的危險任務。NASA在重新檢討之後，執行長麥克格里芬在2006年10月31日決定以亞特蘭提斯號進行最後一次的哈伯維修任務，任務的時間安排在2008年9月11日，基於安全上的考量，屆時將會讓發現號在LC-39B發射台上待命，以便在緊急情況時能提供救援。計畫中的維修將能讓哈伯太空望遠鏡持續工作至2013年。如果成功了，後繼的詹姆斯·韋伯太空望遠鏡（JWST）應該已經發射升空，可以銜接得上任務了。韋伯太空望遠鏡在許多研究計畫上的功能都遠超過哈伯，但將只觀測紅外線，因此在光譜的可見光和紫外線領域內無法取代哈伯的功能。

## 鏡片瑕疵
望遠鏡發射數星期後，傳回的圖片顯示光學系統存在嚴重問題。雖然第一張圖像看起來比地基望遠鏡明銳，但望遠鏡顯然未達到最佳聚焦狀態，所得的最佳圖像品質也遠低於最初期望。點源影像被擴散成超過一弧秒半徑的圓，不符設計準則中的標準：集中在直徑0.1弧秒之內，有同心圓的點瀰漫函數圖像。
對圖樣缺陷的分析顯示，問題根源是主鏡形狀被磨錯。鏡面邊緣太平，與需要的位置相差約2.2微米，而這個差別造成了嚴重的球面像差，來自鏡面邊緣的反射光不能聚集在與中央的反射光相同的焦點上。
鏡子的瑕疵影响了科學觀察的核心觀測，核心像差的点扩散函数要求足够明銳以進行高精度分辨。这對明亮天體和光譜分析来说不受影響，尽管在外圍損失大片的光因為不能匯聚在焦點上而造成暈像，嚴重损害了望遠鏡觀察暗天體或高反差影像的能力。這意味著幾乎所有對宇宙學的研究計畫都不能執行，它們都是非常暗弱的觀測對象。美國國家航空暨太空總署和哈伯太空望遠鏡成為笑柄并广受批评，该项目也被認為是大白象（花費大而無用的東西）。

### 問題的根源
從點源的圖像往回追溯，天文學家確定鏡面的圓錐常數是−1.01324，而不是原先期望的−1.00230。通過分析珀金埃爾默的零校正器（精確測量拋光曲面的儀器）和分析在地面測試鏡子的干涉圖影像，也獲得了相同的數值。
由喷气推进实验室主任亞倫領導的委員會確定了錯誤原因，他们發現珀金埃爾默使用的零校正器在裝配上發生錯誤，向場透鏡位置偏差了1.3毫米。
在拋光鏡子期間，珀金埃爾默也使用了另外两台零校正器，两台都正確顯示出鏡子存在球面像差。尽管這些測試是為確實消除球面像差而設計，公司仍不顧品管文件的指導，認為這两台零校正器的精確度不如主設備，忽视了測試結果。
委員會指出失敗的主因是珀金埃爾默。由於進度表頻繁更動造成的損耗和望遠鏡製造費用的超支，造成了在美國航空暨太空總署和光學公司之間的關係極度緊張。美國航空暨太空總署發現珀金埃爾默並不認為鏡子的制作在他们的業務中是關鍵性的困難工作，而美國航空暨太空總署也未能在拋光之前善盡本身的職責。在委員會沉痛的批評珀金埃爾默在管理上的不當與缺失的同時，美國航空暨太空總署也被非議未盡品质管理責任，且不該只依賴唯一一架儀器的測試結果。

### 解決方案

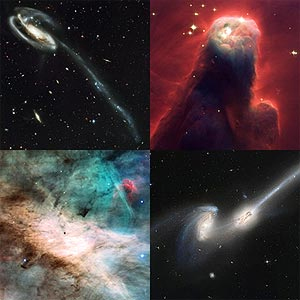
哈勃空间望远镜拍摄的图片，从左上角起顺时针方向为：蝌蚪星系、锥形星云、两个碰撞的螺旋星系，欧米加星云中新星的诞生。

在望遠鏡的設計中原本就規畫了維修的任務，所以天文學家立刻就開始尋找可以在1993年，預定進行第一次維修任務時解決問題的方案。让柯達再為哈伯製作備用鏡，但在軌道上進行更換太昂貴且耗費時間，臨時將望遠鏡帶回地面上修理也不可能。相反，鏡片錯誤的形狀已經被精確的測量出來，因此可以設計一個有相同的球面像差，但功效相反的光學系統來抵消錯誤。也就是在第一次的維修任務中為哈伯配上一副能改正球面像差的眼鏡。
由於原本儀器的設計方式，必須要兩套不同的校正儀器。廣域和行星照相機的設計包括轉動的鏡片和直接進入兩架照相機的8片獨立CCD晶片的光線，可以用一個反球面像差的鏡片完全的消除掉它們表面上的主要變形。修正鏡被固定在替換的第二代廣域和行星照相機內（由於進度和預算的壓力，只修正4片CCD而不是8片）。但是，其他的儀器就缺乏任何可以安置的中間表面，因此必須要一個外加的修正裝置。

### COSTAR
設計用來改正球面像差的儀器稱為“太空望遠鏡光軸補償校正光學”（COSTAR），基本上包含兩個在光路上的鏡子，其中一個將球面像差校正過來，光線被聚焦給暗天體照相機、暗天體光譜儀和高達德高解析攝譜儀。為了提供COSTAR在望遠鏡內所需要的位置，必須移除其中一件儀器，天文學家的選擇是犧牲高速光度計。
在哈伯任務的前三年期間，在光學系統被修正到合適之前，望遠鏡依然執行了大量的觀測。光譜的觀測未受到球面像差的影響，但是許多暗弱天體的觀測因為望遠鏡的表現不佳而被取消或延後。儘管受到了挫折，樂觀的天文學家在這三年內熟練的運用影像處理技術，例如反摺績（影像重疊）得到許多科學上的進展。

## 維護任務和新儀器

### 維護任務1

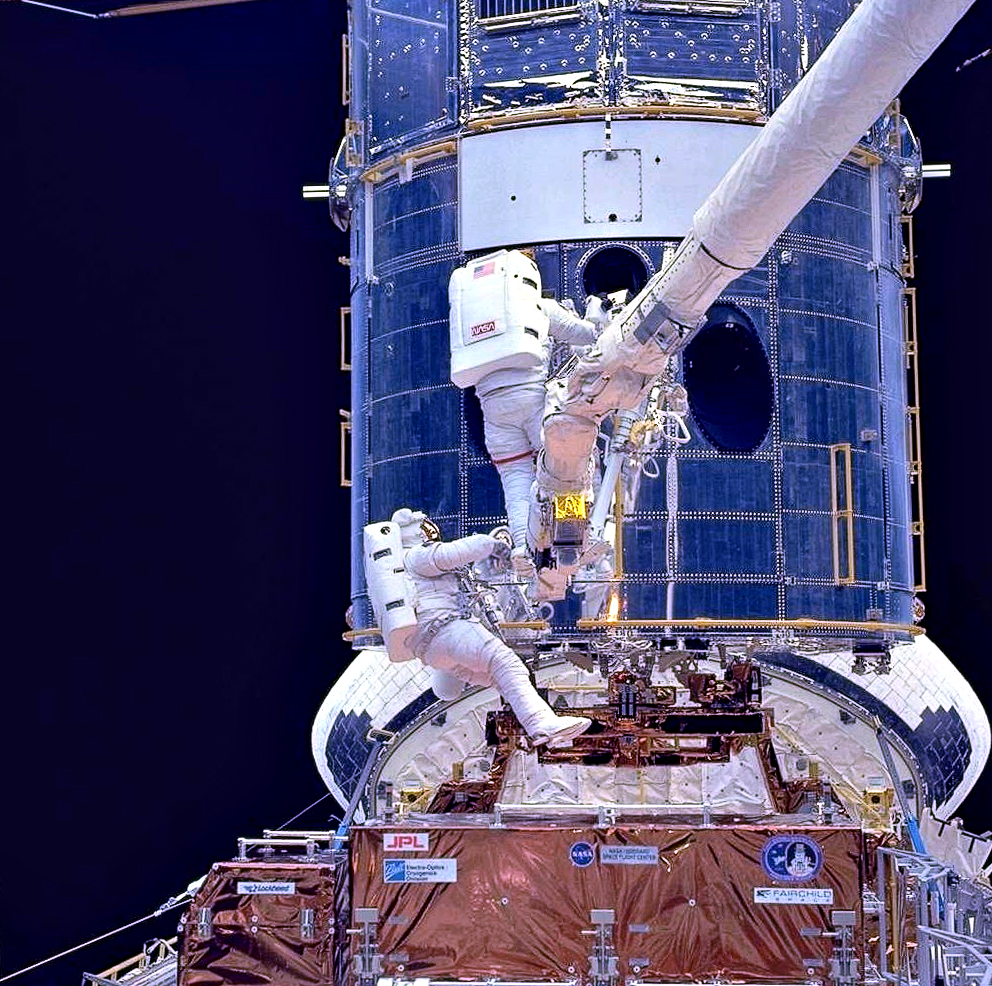
在哈伯第一次維修任務中工作的太空人。

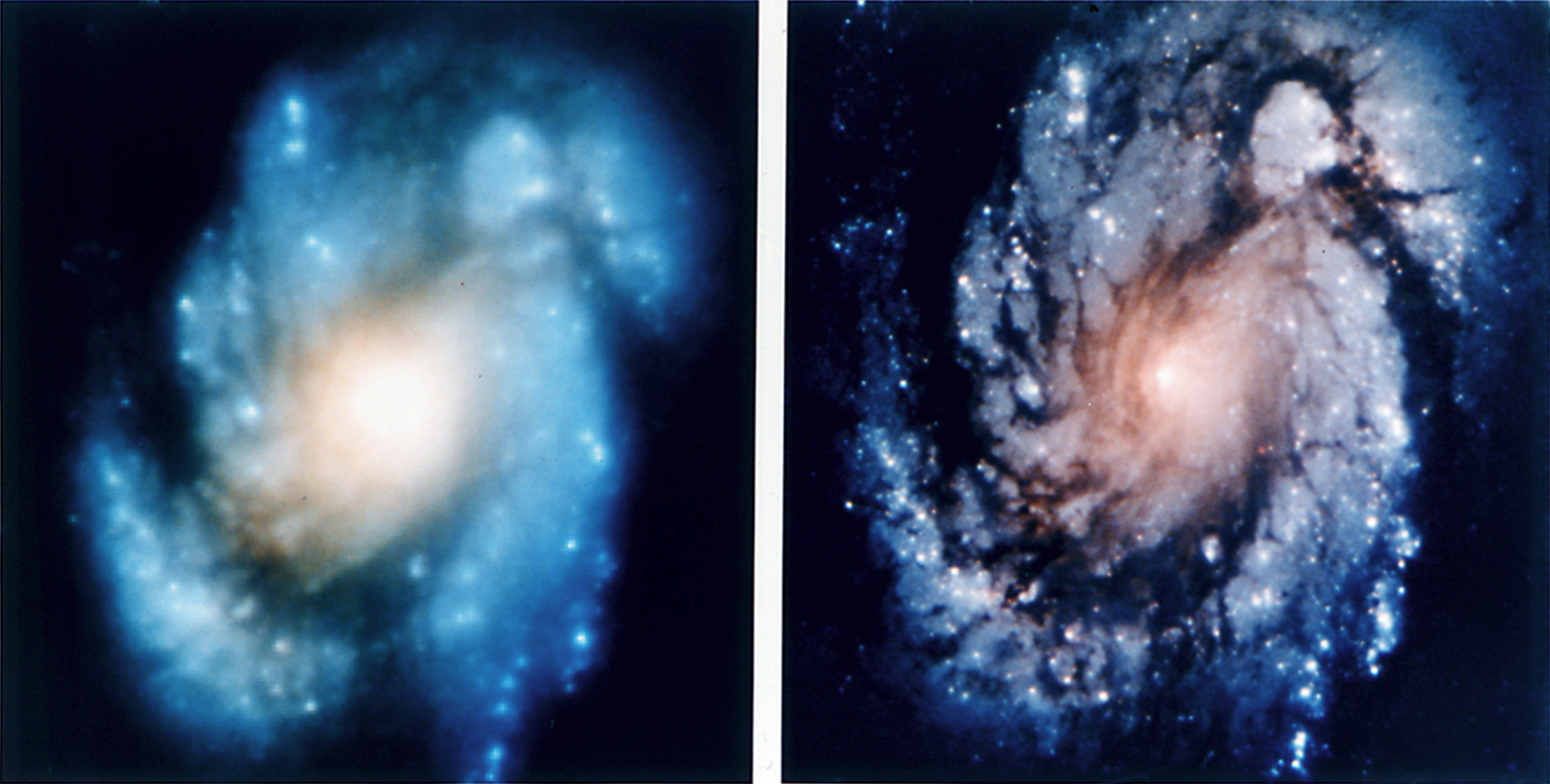
在第一次維修任務後哈伯的影像獲得大幅改善。

在設計上，哈伯太空望遠鏡必須定期的進行維護，但是在鏡子的問題明朗化之後，第一次的維護就變得非常重要，因為太空人必須全面性的進行望遠鏡光學系統安裝和校正的工作。被選擇執行任務的七位太空人，接受近百種被專門設計的工具使用的密集訓練。由奮進號在1993年12月的STS-61航次中，於10天之中重新安裝了幾件儀器和其他的設備。
最重要的是以COSTAR修正光學組件取代了高速光度計，和廣域和行星照相機由第二代廣域和行星照相機與內部的光學更新系統取代。另外，太陽能板和驅動的電子設備、四個用於望遠鏡定位的陀螺儀、二個控制盤、二個磁力計和其他的電子組件也被更換。望遠鏡上攜帶的計算機也被更新升級，由於高層稀薄的大氣仍有阻力，在三年內逐漸衰減的軌道也被提高了。
1994年1月13日，美國國家航空暨太空總署宣布任務獲得完全的成功，並顯示出許多新的圖片
。這次承擔的任務非常複雜，共進行了五次太空梭船艙外的活動，它的回響除了對美國國家航空暨太空總署給予極高的評價外，也帶給天文學家一架可以充分勝任太空任務的望遠鏡。
後續的維修任務沒有如此的戲劇化，但每一次都給哈伯太空望遠鏡帶來了新的能力。

### 維護任務2
第二次維護任務由發現號在1997年2月的STS-82航次中執行，以太空望遠鏡影像攝譜儀（STIS）和近紅外線照相機和多目標分光儀（NICMOS）替換掉戈達德高解析攝譜儀（GHRS）和暗天體攝譜儀（FOS）；以一台新的固態記錄器替換工程與科學紀錄器，修護了絕熱毯和再提升哈伯的軌道。近紅外線照相機和多目標分光儀包含由固態氮做成的吸熱器以減少來自儀器的熱噪聲。但在安裝之後，部分來自吸熱器的熱擴散卻意料之外的進入光學擋板，這額外增加的熱量導致儀器的壽命由原先期望的4.5年縮短為2年。

### 維護任務3A
在六台陀螺儀中的三台故障之後（第4台在任務之前幾個星期故障，使望遠鏡不能勝任執行科學觀察），第三次維護任務仍然由發現號在1999年12月的STS-103航次中執行。在這次維護中更換了全部的六台陀螺儀，也更換了一個精細導星感測器和計算機，安裝一套組裝好的電壓/溫度改善工具（VIK）以防止電池的過熱，並且更換絕熱的毯子。新的計算器是能在低溫輻射下運作的英特爾486，可以執行一些過去必須在地面處理的與太空船有關的計算工作。

### 維護任務3B

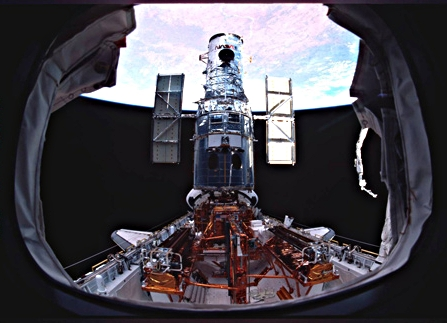
在地球美麗的光影前，哈伯在太空梭的貨艙等待釋出。SM3B : STS-109

第四次維護任務由哥倫比亞號在2002年3月的STS-109航次中執行，以先進巡天照相機（ACS）替換了暗天體照相機（FOC），並且查看了冷卻劑已經在1999年耗盡的近紅外線照相機和多目標分光儀（NICMOS）。更換了新的冷卻系統之後，雖然還不能達到原先設計時預期的低溫，但已經冷到足以繼續工作了。
在這次任務中再度更換了太陽能板。新的太陽能板是為銥衛星發展出來的，大小只有原來的三分之二，除了可以有效的減少稀薄大氣層帶來的阻力，還能多供應30%的動力。這多出來的動力使得哈伯太空望遠鏡上所有的儀器可以同時運作，並且因為較為柔軟，還消除了老舊的太陽能板因為進出陽光照射區域會產生震動的問題。為了改正繼電器遲滯的問題，哈伯的配電系統也被更新了。這是哈伯太空望遠鏡升空之後，首度能完全的應用所獲得的電力。其中影響最大的兩架儀器，先進巡天照相機和近紅外線照相機和多目標分光儀，在2003至2004年間共同完成了哈伯超深空視場。

### 最近的維護任務（SM4）
哈勃SM4任务是NASA规划的最后一次哈勃维修任务，原本安排在2008年8月。计划中太空人將更換新的電池和陀螺儀，更換精細導星感測器（FGS）並修理太空望遠鏡影像攝譜儀（STIS）。他們也會安裝二架新的儀器：宇宙起源頻譜儀和第三代廣域照相機，但是可能不會重置或替換先進巡天照相機。然而美國太空總署於2008年9月宣佈哈勃太空望遠鏡上的數據處理系統出現嚴重故障，無法正常存儲觀測數據並傳回地球，而且哈伯太空任務高度與國際太空站距離十分遠，太空人在緊急情況下无法找到有效安全避難處，這使得維護哈伯望遠鏡變為一項極度危險的任務。經過美國太空總署考慮後，因此原定的維修任務將推遲於2009年5月12日之後，由亞特蘭提斯號太空梭進行代號為STS-125航次任務。更會以另一艘太空梭於發射台待命以為安全之計。而這將會是哈伯太空望遠鏡最後一次的維護任務，會將哈勃太空望遠鏡的壽命延長至2013年后。届时發射的詹姆斯·韋伯太空望遠鏡能接續哈勃太空望遠鏡的天文任務。但若任務失敗的話，哈勃太空望遠鏡將於2010年墜入大氣層報銷。
美国东部时间2009年5月11日14点01分，美国亞特蘭提斯号航天飞机从佛罗里达州肯尼迪航天中心发射升空。在此次太空之旅中，机上的7名宇航员通过5次太空行走对哈勃太空望远镜进行了最后一次维护，为其更换了大量设备和辅助仪器，进行了脱胎换骨的维护更新。这些更新主要包括：以新的第三代廣域照相機（WFC3）取代WFPC2；安装新的宇宙起源頻譜儀（COS）、取回该处的COSTAR光学矫正系统；修复损坏的先進巡天照相機（ACS）；修复损坏的太空望遠鏡影像攝譜儀（STIS）；替换损坏的2#精細導星感測器（FGS）；更换科学仪器指令和数据处理系统（SIC&DH）；更换全部的电池模组；更换所有的6个陀螺仪和3组定位传感器（RSU）；更换对接环、安装全新的绝热毯（NBOL）、补充制冷剂等等。
美国东部时间2009年5月19日08:57，女宇航员梅甘·麦克亞特蘭提斯阿瑟用“亞特蘭提斯”号航天飞机上机械臂将哈勃放出货舱。这次维护不但全方位提高了哈勃望远镜的观测性能，而且可望使其服役期最少延长至2014年。美国太空總署将对望远镜展开测试，计划9月公布哈勃维修后拍摄的首批照片。由于这次行动风险极高，太空總署还布置“奋进”号航天飞机待命，随时准备上天“营救”。因天气原因，降落被延迟了3天并最终没有直接降落在肯尼迪中心航天飞机专用机场，但最终于2009年5月24日星期天早晨，亞特蘭提斯号航天飞机安全降落在爱德华空军基地。
WFC3的第一张照片已经于2009年7月24日公布，拍摄的是木星最新的撞击痕迹，最后的精细校准继续进行，到2009年10月20日，除了NICMOS外，哈勃的主力科学仪器都已经投入科學研究工作。

### 20歲生日
哈勃太空望遠鏡在2010年4月24日度過20週年的生日。為完美的慶祝，NASA、ESA、和太空望遠鏡機構（STScI）釋出了船底座星雲的影像。

### 2021年计算机故障
2021年6月13日，哈勃望远镜的有效载荷计算机发现与仪器的通信出现错误而进入安全模式，地面控制中心试图切换到备用系统但仍然未能排除故障，之后经过地面模型的排查后，发现实际是计算机的电源控制单元出现故障，经过切换备用电源控制单元后，7月16日望远镜恢复正常运作。2021年10月23日，哈伯望遠鏡科學儀器再次發出錯誤代碼，團隊重设儀器後，隔天早上便恢復科學操作。同年10月25日2時38分，科學儀器再次發出錯誤代碼，自主進入安全模式狀態，为2021年的第三次。

## 科學上的成就

### 重要的發現

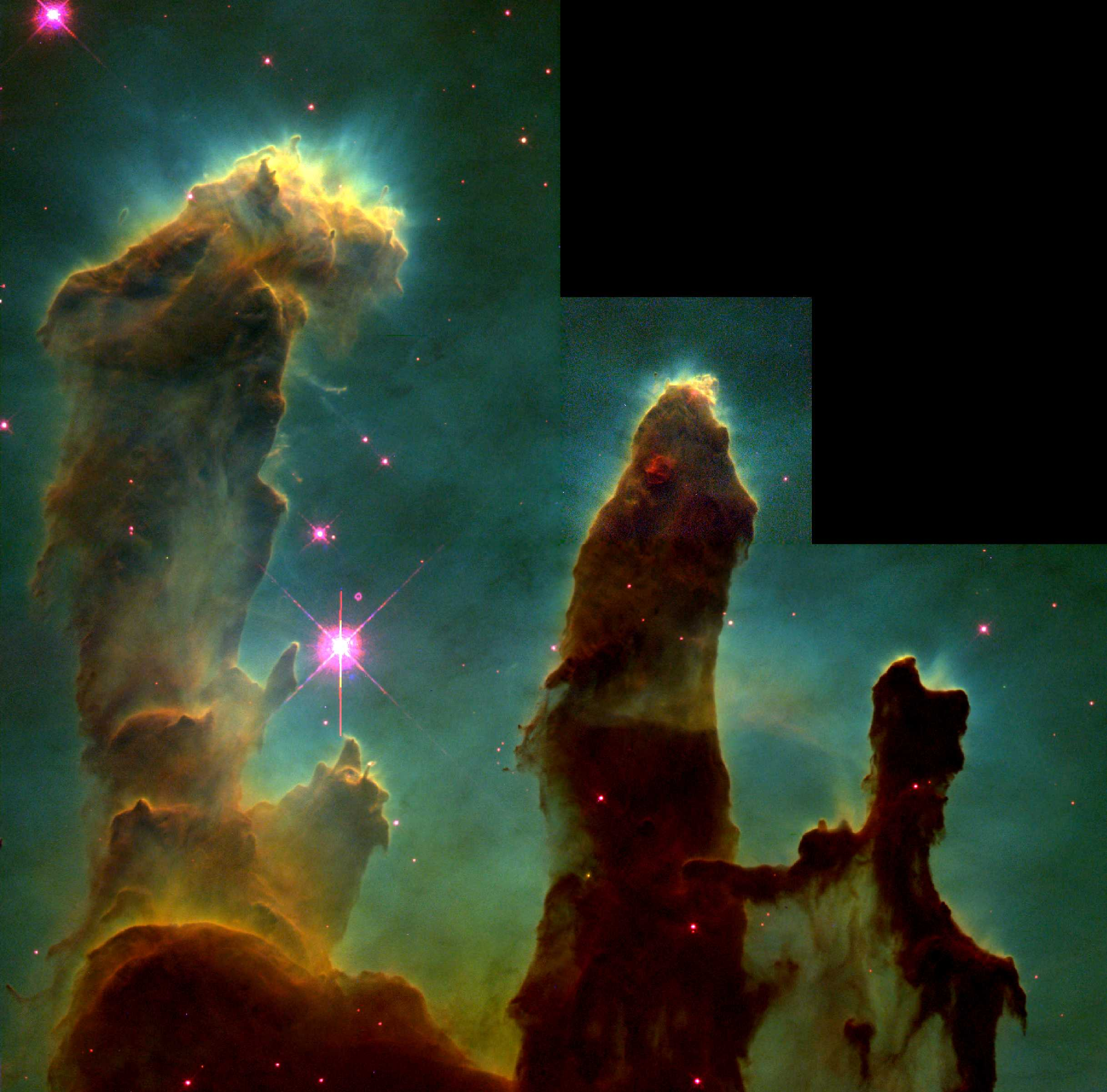
哈伯最著名的影像之一，在老鷹星雲內誕生恆星的創生柱。

哈伯幫助解決了一些長期困擾天文學家的問題，而且導出了新的整體理論來解釋這些結果。哈伯的眾多主要任務之一是要比以前更準確的測量出造父變星的距離，這可以讓我們更加準確的定出哈伯常數的數值範圍，這樣才能對宇宙的擴張速率和年齡有更正確的認知。在哈伯升空之前，哈伯常數在統計上的誤差估計是50%，但在哈伯重新測量出室女座星系團和其他遙遠星系團內的造父變星距離後，提供的測量值準確率可以在10%之內。這與哈伯發射之後以其他更可靠的技術測量出來的結果是一致的。
哈伯也被用來改善宇宙年齡的估計，宇宙的未來也是被質疑的問題之一。來自高紅移超新星搜尋小組和超新星宇宙論計畫的天文學家使用望遠鏡觀察遙遠距離外的超新星，發現宇宙的膨脹也許實際上是在加速中。這個加速已經被哈伯和其他地基望遠鏡的觀測證實，但加速的原因目前還很難以理解。經由哈伯太空望遠鏡的觀測資料，宇宙的年齡是137億年。
由哈伯提供的高解析光譜和影像很明確的證實了盛行的黑洞存在於星系核中的學說。在60年代初期，黑洞將在某些星系的核心被發現還只是一種假說，在80年代才鑑定出一些星系核心可能是黑洞候選者的工作，哈伯的工作卻使得星系的核心是黑洞成為一種普遍和共同的認知。哈伯的計劃在未來將著重於星系核心黑洞質量和星系本質的緊密關聯上，哈伯對星系中黑洞的研究將在星系的發展和中心黑洞的關連上產生深刻與長遠的影響。
休梅克-李維9號彗星在1994年撞擊木星對天文學家是一件很意外的事，幸運的是這次撞擊發生在哈伯完成第一次維護修好光學系統之後的幾個月。因此，哈伯所獲得的影像是自從1979年航海家二號飛掠木星之後最為清晰的影像，並且很幸運的對估計數個世紀才會發生一次的彗星碰撞木星的動力學事件，提供了關鍵性的學習機會。它也被用來研究太陽系外圍的天體，包括矮行星冥王星和鬩神星。

### 深空照片
- 哈伯深空
- 哈伯南天深空
- 哈勃超深空
- 哈伯極深空

## 军事用途
实际上，对于哈勃用于地面侦查的各种传言都是很可笑的，因为美国军方真正使用的空间地面侦查技术领先哈勃的技术两代以上。如KH-11“锁眼” (KENNEN)侦查卫星，与哈勃同为洛克希德马丁制造的，制造时间也一样，其地面解像度为15cm，远高于哈勃的26cm。其外形与哈勃相似，不了解这个领域的人有可能会把它误认为是哈勃。哈勃之所以曾经对地面运作，是因为需要校准设备。
不过，有消息称根据曝光的俄国A60机载激光武器试验机照片（Beriev A-60，苏联时期的遗存），机身徽标图案明确显示出以激光攻击哈勃空间望远镜的情景。这可能反映了俄罗斯认为哈勃望远镜对他们产生了军事威胁，或是明顯的警告意味。

## 相關影視作品
- 世界末日：1998年電影，片頭在地球出現流星雨侵襲地球後，NASA啟動哈伯太空望遠鏡拍攝太空異象。
- Hubble 3D：2010年IMAX 3D影片。
- 地心引力：虛構的“探险者”号航天飞机执行HST维修任务时，被碎片击中。

### 引用
1. ↑  . NASA.   [2007-01-10]. （原始内容存档于2015-06-20）.
2. ↑  Spitzer, Lyman S（1979）,"History of the Space Telescope", Quarterly Journal of the Royal Astronomical Society, v. 20, p. 29

各光学望远镜主镜尺寸比较

3. 1 2 3  Dunar A.J., Waring S.P. (1999), Power To Explore—History of Marshall Space Flight Center 1960–1990, U.S. Government Printing Office, ISBN 0-16-058992-4 (Chapter 12, Hubble Space telescope:  （页面存档备份，存于）)
4. ↑  HUBBLE SPACE TELESCOPE STAND-IN GETS STARRING ROLE. September 21、2001. .   [2008-04-26]. （原始内容存档于2009-07-19）.
5. ↑   (PDF). NASA Facts. NASA. June 1993  [May 16, 2016]. NF-193. （原始内容存档 (PDF)于July 23, 2012）.  本文含有此來源中屬於公有领域的内容。
6. ↑   (PDF). NASA Facts. NASA. 1999  [May 16, 2016]. FS-1999-06-009-GSFC. （原始内容存档 (PDF)于May 9, 2016）.
7. ↑  Lockheed Martin Missiles and Space.  (PDF) (技术报告). NASA: 5–9 and Section 7.1.1.   [April 7, 2022]. （原始内容存档 (PDF)于November 25, 2011）.  本文含有此來源中屬於公有领域的内容。
8. ↑  Xapsos, M. A.; Stauffer, C.; Jordan, T.; Poivey, C.; Haskins, D. N.; Lum, G.; Pergosky, A. M.; Smith, D. C.; LaBel, K. A.  (PDF). IEEE Transactions on Nuclear Science. December 2014, 61 (6): 3356–3362  [July 7, 2017]. Bibcode:2014ITNS...61.3356X. ISSN 0018-9499. S2CID 1792941. doi:10.1109/TNS.2014.2360827. hdl:2060/20160005759 . （原始内容存档 (PDF)于February 27, 2017）.  本文含有此來源中屬於公有领域的内容。
9. ↑  Afshari, A.  (PDF). Shutterbug. January 1993. （原始内容 (PDF)存档于October 6, 2016）.  本文含有此來源中屬於公有领域的内容。
10. ↑  . NASA Jet Propulsion Laboratory (JPL).   [November 27, 2021]. （原始内容存档于November 27, 2021）.
11. ↑  Garner, Rob. . NASA. August 22, 2016  [November 27, 2021]. （原始内容存档于November 13, 2021）.
12. ↑  .   [2007-01-10]. （原始内容存档于2011-08-18）.
13. ↑  Brandt J.C. et al（1994）,"The Goddard High Resolution Spectrograph: Instrument, goals, and science results", Publications of the Astronomical Society of the Pacific, v. 106, p. 890–908
14. ↑  Bless R.C., Walter L.E., White R.L. (1992), High Speed Photometer Instrument Handbook, v 3.0, STSci
15. ↑  Benedict, G. Fritz; McArthur, Barbara E. (2005), High-precision stellar parallaxes from Hubble Space Telescope fine guidance sensors, Transits of Venus: New Views of the Solar System and Galaxy, Proceedings of IAU Colloquium #196, Ed. D.W. Kurtz. Cambridge University Press, p.333-346
16. ↑  Boyle, Alan. . MSNBC. 2006-10-31  [2007-01-10]. （原始内容存档于2012-10-25）.
17. ↑  Burrows C.J. et al（1991）,The imaging performance of the Hubble Space Telescope, Astrophysical Journal, v.369, p.21
18. ↑  Allen, The Hubble Space Telescope Optical Systems Failure Report, appendix E.
19. ↑  哈伯太空望遠鏡光學系統失誤報告 （页面存档备份，存于），1990年，主席樓亞倫的美國國家航空暨太空總署技術報告：NASA-TM-103443。以雷射測量在零膨脹鋼棒末端的檢測器向場透鏡在空間中位置時，並未照射到鋼棒的末端，雷射被投射在一個錯誤的斑點上，一個安置在鋼棒末端，為了確認鋼棒中心位置（可通過在螺帽中的一個孔看見）經過陽極處理的黑色螺帽上。執行測試的技術員注意到在向場透鏡和它的支撐結構間有一個使用普通的金屬墊圈填補之處，造成了意料之外的空隙。
20. ↑  Selected Documents in the History of the U.S. Civil Space Program Volume V: Exploring the Cosmos, (2001), John M. Logsdon, Editor
21. ↑  很幸運的是照相機採用這種方法製造，平面鏡可以在光路的任何位置上插入，但要消除主鏡球面像差的鏡片，只能在影像與望遠鏡光瞳共軛的特定位置上置入。
22. ↑  Jedrzejewski R.I., Hartig G., Jakobsen P., Crocker J.H., Ford H. C. (1994), "In-orbit performance of the COSTAR-corrected Faint Object Camera", Astrophysical Journal Letters, v. 435, p. L7–L10
23. ↑  Trauger J.T., Ballester G.E., Burrows C.J., Casertano S., Clarke J.T., Crisp D. (1994), The on-orbit performance of WFPC2, Astrophysical Journal Letters, v. 435, p. L3-L6
24. ↑  .   [2007-04-02]. （原始内容存档于2011-08-18）.
25. ↑  .   [2009-08-20]. （原始内容存档于2016-03-04）.
26. ↑  .   [2009-08-20]. （原始内容存档于2016-09-09）.
27. ↑  "Starry-Eyed Hubble Celebrates 20 Years of Awe and Discovery" （页面存档备份，存于）、full release （页面存档备份，存于）. Space Telescope Science Institute, April 22, 2010.
28. ↑  . www.thepaper.cn.   [2021-07-20]. （原始内容存档于2021-07-20）.
29. ↑  自由時報電子報. . 自由時報電子報. 2021-07-18  [2021-07-20]. （原始内容存档于2021-07-20） （中文（臺灣））.
30. ↑  .   [2009-08-20]. （原始内容存档于2016-12-06）.
31. ↑  .   [2009-08-20]. （原始内容存档于2016-10-11）.
32. ↑  .   [2020-04-25]. （原始内容存档于2020-11-12）.

### 书籍
- 《最後的哈勃望遠鏡──記錄永恆的宇宙遺產》野本陽代 著，張慧華 譯，台灣世茂出版社2005年10月27日初版，ISBN 957-776-725-7
- 《從哈勃看宇宙》卡洛琳‧皮特森、約翰‧布蘭特/著，魏毓瑩、林詩怡、吳昌任譯，台灣貓頭鷹出版社2000年9月初版，ISBN 957-469-118-7
- 《從哈勃看宇宙》卡洛琳‧皮特森、約翰‧布蘭特/著，魏毓瑩、林詩怡、吳昌任譯，海南出版社2004年1月初版，ISBN 7-5443-0710-7
- 《宇宙之美盡在哈勃》野本陽代 著，張慧華 譯，台灣世茂出版社2001年5月29日初版，ISBN 957-529-979-5
- 《從哈勃太空望遠鏡看宇宙》野本陽代，羅勃‧威廉斯 著，張惠華 譯，台灣世茂出版社1997年12月22日初版，ISBN 957-529-722-9

### 官方網站
- NASA的哈勃空间望远镜计划网站（页面存档备份，存于）
- 空间望远镜科学研究所 - 哈勃空间望远镜展览
- 已公开的哈勃空间望远镜照片总汇（页面存档备份，存于）
- Space Telescope Science Institute （页面存档备份，存于）
- Spacetelescope, ESA's public Hubble pages
- （页面存档备份，存于）
- Hubblesite（页面存档备份，存于）, NASA's Hubble website for the public
- "A Brief History of the Hubble Space Telescope"（页面存档备份，存于） from the NASA History Office
- The transition from Hubble to JWST（页面存档备份，存于）（August 2003 report）
- Press release about amateur observations（页面存档备份，存于）

### 歷史
- Hubble data archiveArchive.today的存檔，存档日期2012-05-30
- Hubble Heritage Project
- Space Telescope European Coordinating Facility（页面存档备份，存于）
- STSDAS information[永久]
- Brief history of Hubble
- Amateur observations with HubbleArchive.today的存檔，存档日期2002-12-05, and a related press reportArchive.today的存檔，存档日期2012-12-05
- Hubble data recording
- savethehubble.org（页面存档备份，存于）
- Save the Hubble.com
- Track Hubble with Google Maps
- Hubble's current position（页面存档备份，存于）, also with Google Maps

### 新聞
- Hubble's main camera goes dark（页面存档备份，存于）
- Some questions about Hubble's Future（页面存档备份，存于）
- Hubble Images: Some Great Photos Taken by Hubble（页面存档备份，存于）
- Latest News about Hubble from the European Space Agency（页面存档备份，存于）

### 社交帐号
- 哈勃空间望远镜的Google+页面（页面存档备份，存于）